# Christopher Heino-Lindberg
Kalle Christopher Jonathan Heino-Lindberg, född 29 januari 1985 i Helsingborg, är en svensk före detta ishockeymålvakt. Han har sedan arbetat som säljare och countrymusiker där han gått under artistnamnet Chris Lindberg. Heino-Lindberg jobbade även som låtskrivare  i Nashville innan han kom tillbaka till Stockholm. Han har jobbat som målvaktstränare i AIK Hockey i fem år. Efter den HockeyAllsvenska säsongen 2023/2024 lämnade Heino-Lindberg AIK.Christopher sitter sedan september 2024 som hockey expert i tv podden hockeymorgon som produceras av produktionsbolaget dobb 2.0 AB samt sänds av Aftonbladet. Gästar som expert hos SVT samt hockeysverige.se som en del av deras expertpanel.
Han har bland annat representerat AIK, Hammarby IF och Färjestads BK, det sistnämnda laget tog han SM-guld med 2006. 
Som junior vaktade han svenska juniorlandslagets mål i junior-VM. Heino-Lindberg blev draftad år 2003 i sjätte rundan som nummer 177 totalt av Montreal Canadiens.
Heino-Lindberg är son till skådespelaren Kalle Heino. Själv har Heino-Lindberg medverkat i Eva och Adam 1999–2000 på TV, sjungit i Sound of Music som 12-åring och gjort en rap-version av Thomas Ledins "Sommaren är kort" i duon Chris & Gino. Heino-Lindberg är vidare sonson till tyngdlyftaren Reino Heino och systerson till sångerskan Christina Lindberg.

## Statistik

### Säsong
| Säsong            | Lag               | Liga              | GP  | GPI | V | F | O | MIN   | GA  | SO | GAA  | SVS%  |
| ----------------- | ----------------- | ----------------- | --- | --- | - | - | - | ----- | --- | -- | ---- | ----- |
| 2001–02           | Hammarby Hockey   | Hockeyallsvenskan | 2   | 0   | 0 | 0 | 0 | 0     | 0   | 0  | 0.00 | 0.00  |
| 2002–03           | Hammarby IF       | Allsvenskan       | 11  | 1   |   |   |   | 60    | 2   | 0  | 2.00 | 93.75 |
| 2003–04           | IF Vallentuna BK  | Allsvenskan       | 32  | 23  |   |   |   | 1158  | 92  | 0  | 4.77 | 89.58 |
| 2003–04           | Hammarby IF       | Superallsvenskan  | 7   | 1   |   |   |   | 17    | 1   | 0  | 3.73 | 85.71 |
| 2004–05           | Hammarby IF       | Allsvenskan       | 41  | 41  |   |   |   | 2476  | 89  | 3  | 2.16 | 91.85 |
| 2005–06           | Nybro Vikings IF  | Hockeyallsvenskan | 5   | 5   |   |   |   | 299   | 19  | 0  | 3.82 | 91.32 |
| 2005–06           | Färjestads BK     | Elitserien        | 50  | 7   |   |   |   | 384   | 16  | 1  | 2.51 | 90.36 |
| 2006–07           | Färjestads BK     | Elitserien        | 50  | 18  |   |   |   | 1056  | 41  | 0  | 2.33 | 91.63 |
| 2007–08           | Färjestads BK     | Elitserien        | 39  | 29  |   |   |   | 1710  | 76  | 1  | 2.67 | 91.02 |
| 2008-09           | AIK               | Hockeyallsvenskan | 34  | 28  |   |   |   | 1642  | 50  | 4  | 1.83 | 93.29 |
| 2009-10           | AIK               | Hockeyallsvenskan | 41  | 35  |   |   |   | 2088  | 71  | 5  | 2.04 | 93.03 |
| 2010-11           | AIK               | Elitserien        | 12  | 4   |   |   |   | 209   | 12  | 0  | 3.45 | 90.2  |
| Elitserien Totals | Elitserien Totals | Elitserien Totals | 324 | 192 |   |   |   | 11099 | 469 | 14 | NA   | NA    |

### Slutspel
| Säsong            | Lag               | Liga              | GP | GPI | V | F | O | MIN | GA | SO | GAA  | SVS%  |
| ----------------- | ----------------- | ----------------- | -- | --- | - | - | - | --- | -- | -- | ---- | ----- |
| 2005–06           | Färjestads BK     | Elitserien        | 18 | 1   |   |   |   | 20  | 2  | 0  | 6.00 | 66.67 |
| 2006–07           | Färjestads BK     | Elitserien        | 9  | 2   |   |   |   | 118 | 5  | 0  | 2.54 | 90.57 |
| 2007–08           | Färjestads BK     | Elitserien        | 5  | 5   |   |   |   | 199 | 10 | 0  | 3.02 | 91.53 |
| Elitserien Totals | Elitserien Totals | Elitserien Totals | 32 | 8   |   |   |   | 337 | 17 | 0  | NA   | NA    |

### Kval
| Säsong            | Lag               | Liga              | GP | GPI | W | L | T | MIN | GA | SO | GAA  | SVS%  |
| ----------------- | ----------------- | ----------------- | -- | --- | - | - | - | --- | -- | -- | ---- | ----- |
| 2003–04           | Hammarby IF       | Kvalserien        | 8  | 2   |   |   |   | 90  | 7  | 0  | 4.69 | 82.50 |
| 2008-09           | AIK               | Kvalserien        | 9  | 9   |   |   |   | 506 | 22 | 1  | 2,61 | 90.52 |
| 2009-10           | AIK               | Kvalserien        | 6  | 4   |   |   |   | 207 | 12 | 1  | 3,46 | 88.79 |
| Kvalserien Totals | Kvalserien Totals | Kvalserien Totals | 23 | 15  |   |   |   | 803 | 41 | 2  | NA   | NA    |